# Józef Joachim Grzyb
Józef Joachim Grzyb (ur. 20 marca 1895 we Lwowie, zm. wiosną 1940 w Charkowie) – kapitan piechoty Wojska Polskiego, działacz niepodległościowy, kawaler Orderu Virtuti Militari, ofiara zbrodni katyńskiej.

## Życiorys
Urodził się 20 marca 1895 we Lwowie, w rodzinie Feliksa i Anieli z Riedlów. Miał brata. Ukończył sześć klas gimnazjum. Od 1913 należał do Związku Strzeleckiego.
W 1914 wstąpił do Legionów, walczył w 1 pułku piechoty Legionów Polskich. 24 grudnia 1914 w bitwie pod Łowczówkiem został ranny. W październiku 1917, po kryzysie przysięgowym został wcielony do cesarsko-królewskiej Obrony Krajowej. Po przeszkoleniu we Włodzimierzu został wysłany na front włoski. W szeregach 6 pułku strzelców konnych walczył w bitwie nad Piawą. 14 listopada 1918 wrócił z frontu do Krakowa.
W 1918 wstąpił na ochotnika Wojska Polskiego, został przydzielony do 5 pułku piechoty Legionów, w którego szeregach walczył w wojnie polsko-bolszewickiej najpierw jako dowódca plutonu, a następnie kompanii. 30 lipca 1920 został mianowany z dniem 1 maja tego roku porucznikiem. Wyróżnił się 20 sierpnia 1920 w bitwie pod Ostrożanami, w trakcie której został ciężko ranny. Rozkazem Dowództwa 2 Armii L.1517/I z 1 września 1920 został odznaczony Orderem Virtuti Militari.
Po zakończeniu działań wojennych pozostał w wojsku jako oficer zawodowy i kontynuował służbę w 5 pp Leg. 19 stycznia 1921 został zatwierdzony z dniem 1 kwietnia 1920 w stopniu kapitana, w piechocie, w grupie oficerów byłych Legionów Polskich. W tym samym roku został odkomenderowany z pułku jako słuchacz wojskowych kursów maturalnych w Wilnie. Tam ukończył naukę w zakresie siódmej i połowy ósmej klasy gimnazjum. 3 maja 1922 został zweryfikowany w stopniu kapitana ze starszeństwem od 1 czerwca 1919 i 1140. lokatą w korpusie oficerów piechoty. Później został przeniesiony do 58 pułku piechoty w Poznaniu, a w 1923 do 40 pułku piechoty we Lwowie. Z dniem 31 lipca 1927 został przeniesiony w stan spoczynku. W 1934, jako oficer stanu spoczynku pozostawał w ewidencji Powiatowej Komendy Uzupełnień Warszawa Miasto III. Posiadał przydział do Oficerskiej Kadry Okręgowej Nr I. Był wówczas „w dyspozycji dowódcy Okręgu Korpusu Nr I”.
W czasie mobilizacji w 1939 został powołany do wojska, walczył w kampanii wrześniowej 1939. Był dowódcą 2. kompanii batalionu ON „Sokal”, a 19 września został wyznaczony na stanowisko dowódcy 5. kompanii pułku piechoty „Góra Stracenia”. Na czele tych pododdziałów walczył w obronie Lwowa. Po 22 września dostał się do niewoli sowieckiej i został osadzony w obozie w Starobielsku. Wiosną 1940 został zamordowany przez funkcjonariuszy NKWD w Charkowie i pogrzebany potajemnie w bezimiennej mogile zbiorowej w Piatichatkach, gdzie od 17 czerwca 2000 mieści się oficjalnie Cmentarz Ofiar Totalitaryzmu w Charkowie. Figuruje na tzw. liście Gajdideja (poz. 807).
5 października 2007 minister obrony narodowej Aleksander Szczygło mianował go pośmiertnie na stopień majora. Awans został ogłoszony 9 listopada 2007 w Warszawie, w trakcie uroczystości „Katyń Pamiętamy – Uczcijmy Pamięć Bohaterów”.
Był kawalerem, dzieci nie miał.

## Ordery i odznaczenia
- Krzyż Srebrny Orderu Wojskowego Virtuti Militari nr 356 – 16 lutego 1921[19][1]
- Krzyż Niepodległości – 9 listopada 1933 „za pracę w dziele odzyskania niepodległości”[20][21][22]
- Krzyż Walecznych czterokrotnie[12]
- Medal Pamiątkowy za Wojnę 1918–1921[2]
- Medal Dziesięciolecia Odzyskanej Niepodległości[2]
- Odznaka za Rany i Kontuzje z dwiema gwiazdkami[1]